# Выгонная улица (Казань)
Выгонная улица (тат. Утлавык урамы, Utlawıq uramı) — улица в историческом районе Малое Игумново (Лагерная) Кировского района Казани. 

## География
Улица проходит вдоль Волги, начинаясь от Красногорской улицы. Ранее пересекалась с улицами 1-я Южная, 2-я Южная и Западная.

## История
Улица возникла не позднее начала XX века. По сведениям на 1912 год, на улице находилось 6 домовладений, все деревянные. В сословном отношении 4 домовладельца были крестьянами, сословная принадлежность остальных домовладельцев не указана. В первые годы своего существования улица не имела устоявшегося названия ― параллельно употреблялись названия Односторонка к Волге, Односторонка Трудолюбской (Трудолюбивой).
В соответствии с протоколом комиссии Казгорсовета по наименованию улиц б/н от 2 ноября 1927 года улица получила современное название.
К 1939 году на улице находились домовладения №№ 2/24–22, 26/1–32, все по чётной стороне. В середине 1950-х годов бо́льшая часть улицы попала в зону затопления Куйбышевского водохранилища; к оставшейся части улицы Волга подошла вплотную.
Современная застройка улицы — малоэтажная («частный сектор»).
В дореволюционное время и в первые годы советской власти административно относилась к 6-й городской части. После введения в городе деления на административные районы входила в состав Заречного (с 1931 года Пролетарского, с 1935 года Кировского) района.

## Транспорт
Общественный транспорт по улице не ходит; ближайшая остановка общественного транспорта — «Боевая» (автобус) на одноимённой улице.